# Enlèvement de Peggy Ann Bradnick
L’enlèvement de Peggy Ann Bradnick a lieu près de Shade Gap, en Pennsylvanie, le 11 mai 1966. Peggy Ann Bradnick, qui a 17 ans à l'époque, est enlevée par William Diller Hollenbaugh et retenue en captivité pendant sept jours, avant d'être secourue par la police d'État de Pennsylvanie et le FBI dans une ferme de Burnt Cabins (en), en Pennsylvanie. Son épreuve fait la une des journaux nationaux et la recherche est la plus grande chasse à l'homme, de l'histoire des États-Unis, à cette époque. Un agent du FBI, Terry R. Anderson, est tué par balle, lors de la poursuite de Hollenbaugh.

## Préambule
Peggy Ann est née le 16 août 1948. Elle est l'aînée des six enfants d'Eugène et de Mildred Bradnick. Au moment de son enlèvement, elle a un frère Jim (16 ans), une sœur Mary Louise (11 ans), un frère jumeau et une sœur, Donnie et Debbie (9 ans) et une sœur Carol Jean (8 ans). La famille vit près de Shade Gap, en Pennsylvanie, un petit village du comté de Huntingdon. Peggy Ann fréquente le lycée du comté de Huntingdon, dans le sud du pays. 
Hollenbaugh a déjà été reconnu coupable de cambriolage, en 1939, et a passé les 20 années suivantes en prison et dans un asile d'aliénés. En 1962, il s'installe à Shade Gap et est connu en tant que « The Bicycle Man » ou « Bicycle Pete » parce qu'il fait le tour de la région, à vélo. Hollenbaugh a affirmé à Peggy Ann qu'il était responsable de plusieurs incidents avant de l'enlever. En août 1964, il s'est introduit au domicile de Mme Christine Devinney, lui a tiré une balle de fusil dans la main, puis a pansé sa blessure et est parti. Peu de temps après, une femme conduisant, sur une route secondaire, est bloquée par un tas de rondins, après quoi un homme tire un coup de feu, brisant le biberon de son bébé. Le 16 avril 1965, Ned Price surprend un intrus sur sa propriété, se fait tirer dessus et perd une jambe. Ces incidents et d'autres conduisent à ce que ce sniper soit appelé « l'homme des montagnes ».

## Enlèvement
Le 11 mai 1966, alors que Peggy Ann et ses cinq frères et sœurs rentrent chez eux, à pied, depuis l'arrêt de bus scolaire, Hollenbaugh les intercepte, saisit Peggy Ann et la traîne dans les bois. Laissant à Mary Louise le soin de s'occuper des plus jeunes enfants, Jim Bradnick se précipite à la maison et le dit à son père, qui est à la maison en train de faire frire du poulet pour le dîner tandis que leur mère est en train de faire le ménage. Eugene Bradnick se rend dans les bois pour trouver Peggy Ann. Comme il ne la trouve pas, il se rend rapidement en ville, pour prévenir la police. S'arrêtant dans une clairière dans les bois, Hollenbaugh enlève ses lunettes. Il sort ensuite un outil et Peggy Ann, effrayée, lui dit : « Je crois savoir qui tu es » et l'identifie comme étant « l'homme à vélo ». Hollenbaugh conduit Peggy Ann sous l'autoroute de Pennsylvanie, en dehors de la zone de recherche, mais il s'inquiète ensuite de ses chiens et la ramène au nord de l'autoroute.  Il va chercher une chaîne, l'enchaîne à un arbre et tente de récupérer ses chiens, mais sans succès. Hollenbaugh emmène Peggy Ann dans une grotte qu'il avait creusée, dans une zone des montagnes Tuscarora, connue sous le nom de Gobbler's Knob, achète deux boîtes de conserve qu'il partage avec elle. Quelques jours plus tard, il parvient à aller chercher ses chiens.
Le 16 mai, Hollenbaugh contraint Peggy Ann à l'accompagner pour cambrioler une maison, dans laquelle il trouve un pistolet automatique.
Le 17 mai, l'agent Terry Ray Anderson, du FBI, repère un des chiens de l'homme des montagnes et l’appelle. Hollenbaugh ouvre le feu, tuant Anderson. Il tire ensuite sur deux chiens de traque, en tuant un. Certains des autres personnes engagés dans la recherche repèrent Peggy Ann, confirmant qu'elle est toujours en vie. Hollenbaugh et Peggy Ann disparaissent dans la forêt, avant que les chercheurs ne puissent les atteindre.
Ce soir-là, après avoir été incapable de s'échapper de la zone de recherches, en passant sous un pont, près de Fort Littleton (en), Hollenbaugh se rend dans un pavillon de chasse, à Burnt Cabins, avec une voiture garée à l'extérieur. Le pavillon dispose d'un lavoir extérieur, dans lequel il se cache avec Peggy Ann. Peu après l'aube, le shérif adjoint du comté de Cambria, Francis Sharpe, arrive pour utiliser le lavoir et est blessé par balle, par Hollenbaugh, qui force ensuite Sharpe à le conduire, avec Peggy Ann, vers l'autoroute de Pennsylvanie. La voiture est arrêtée par une porte à bétail fermée. Hollenbaugh ordonne à Sharpe d'ouvrir le portail. Sharpe crie aux agents, près de la barrière, qu'Hollenbaugh est dans la voiture. Hollenbaugh commence à tirer à travers les vitres de la voiture, en sort et finit par s'échapper, emmenant Peggy Ann vers la route US 522, dans une ferme appartenant à Luther Rubeck.

## Sauvetage
Une importante chasse à l'homme est alors menée par plus de 1 000 officiers de police fédéraux et locaux, ainsi que des membres de la Garde nationale et des volontaires civils. Il s'agit de la plus grande chasse à l'homme menée dans l'histoire des États-Unis jusqu'alors. Elle a pour objectif de parcourir les collines qui entourent Shade Gap, à la recherche de tout signe de Peggy Ann et de son ravisseur.
À la ferme de Rubeck, les chercheurs convergent vers Hollenbaugh et Peggy Ann. Hollenbaugh ouvre le feu à l'aide d'un pistolet, se cache derrière un grenier à maïs et traverse la route en courant, jusqu'au porche d'une ferme. Deux coups de feu sont tirés simultanément, l'un par Larry Rubeck (15 ans) depuis la ferme, l'autre par un policier d'État. Hollenbaugh est mortellement blessé. On a d'abord pensé que Larry Rubeck avait tué Hollenbaugh. Les journaux le rapportent ainsi, dans un premier temps. Il est ensuite déterminé que le soldat d'État Grant H. Mixell avait tiré le coup fatal. Peggy Ann est emmenée au centre médical du comté de Fulton et elle retrouve sa famille. Elle n'a pas de blessures graves et n'a pas été agressée sexuellement, mais ses pieds sont très abîmés et elle est déshydratée. Elle donne une interview aux médias quelques jours plus tard et quitte le centre médical, le 1er juin.

## Conséquences
Le livre sur le crime, Deadly Pursuit, en français : poursuite meurtrière, de Robert V. Cox, détaille l'enlèvement. Robert Cox remporte le prix Pulitzer, en 1967, dans la catégorie reportage sur les nouvelles locales générales ou ponctuelles « pour son reportage très saisissant sur une chasse à l'homme en montagne qui s'est terminée par le meurtre d'un sniper dérangé qui avait terrorisé la communauté ».
Peggy Ann Bradnick raconte son histoire à The Saturday Evening Post, qui la publie dans son édition du 1.
Le 16 octobre 2008, Peggy Ann Bradnick Jackson fait sa première grande apparition publique en tant qu'oratrice vedette au 
Festival Fall Folk de la Société historique du comté de Fulton devant une foule debout. Elle y fait une nouvelle apparition le 14 octobre 2010. Depuis elle a fait d'autres apparitions publiques.  Le 16 octobre 2011, une plaque est érigée au cimetière de Shade Gap, en Pennsylvanie, en l'honneur de l'agent du FBI Terry Ray Anderson. Peggy Ann était présente à la cérémonie.
Peggy Ann est dorénavant à la retraite. Elle était l'invitée d'honneur du banquet de printemps de la Société historique du comté de Fulton, le 16 avril 2016, année du 50e anniversaire de l'enlèvement[9]. Le 17 mai 2016, elle participe à une cérémonie à Carlisle, pour marquer le 50e anniversaire de la mort de Terry Ray Anderson.

## Dans la culture
Le film de 1991, Cry in the Wild: The Taking of Peggy Ann (en) a pour sujet l'enlèvement de Peggy Ann.
John Madara, David White et Jimmy Wisner ont écrit une chanson intitulée Eight Days at Sha-de Gap, en 1967, chantée par Russ Edwards.

## Source de la traduction
- (en) Cet article est partiellement ou en totalité issu de l’article de Wikipédia en anglais intitulé « Kidnapping of Peggy Ann Bradnick » (voir la liste des auteurs).